# Attentat de Deal
L’attentat de Deal (Deal barracks bombing) est un attentat à la bombe ayant visé le centre de loisirs des Royal Marines School of Music à Deal  (Angleterre) le 22 septembre 1989. Il a été revendiqué par l'Armée républicaine irlandaise provisoire mais personne n'a jamais été reconnu coupable de l'attaque. La mort des fanfaristes a provoqué un examen complet de la sécurité dans les bases militaires du Royaume-Uni. Les ambulanciers du Kent qui étaient en grève au moment de l'explosion ont volontairement abandonné leur action pour transporter les blessés vers les hôpitaux de Deal et de Canterbury.